# Viaduc de Chapeauroux
Das Viaduc de Chapeauroux ist eine eingleisige Eisenbahnbrücke über das Flusstal des Chapeauroux in der Gemeinde Saint-Bonnet-de-Montauroux im Département Lozère. Das Bauwerk wurde 1870 fertiggestellt und gehört zur Cévennenbahn.

## Beschreibung
Das Viadukt befindet sich bei Bahnkilometer 567,3 im Gemeindeteil Chapeauroux von Saint-Bonnet-de-Montauroux an der Grenze zwischen den Départements Lozère und Haute-Loire. Das Bauwerk besteht aus 28 Bögen mit je 12 Metern Spannweite, die aus Natursteinen gemauert sind. Es beschreibt einen Bogen von etwas über 90° mit einem Radius von 260 Metern. Die Trasse folgt der Enge des Tals. Bei der Planung waren Überschwemmungsrisiken wegen des dortigen Zusammenflusses von Chapeauroux und Allier zu berücksichtigen. Im Süden schließt sich der Bahnhof Chapeauroux an, der auch als Kreuzungsbahnhof für die Strecke dient. Das Viadukt steht seit 1984 als Monument historique unter Denkmalschutz.

## Geschichte
Die Cévennenbahn wurde in der zweiten Hälfte des 19. Jahrhunderts von der Gesellschaft PLM gebaut, um quer durch das Zentralmassiv Paris mit Marseille am Mittelmeer zu verbinden und zugleich die Region verkehrstechnisch besser zu erschließen. Die Trasse folgt teilweise dem gewundenen Tal des Allier, der Bau erforderte deshalb zahlreiche Kunstbauten. Die Ingenieure Ruelle, Charles und Dombre entwarfen die Planung und die Gesellschaft „Marigues et Ramon“ führte das Bauvorhaben aus. Die Bauarbeiten begannen 1869 und dauerten ein Jahr.